# Shiriuchi, Hokkaido
Shiriuchi (japanska: 知内町?, Shiriuchi-chō) är en landskommun (köping) i Hokkaido prefektur i Japan.  